# 奥利维娅·布雷特
奥利维娅·布雷特（英語：Olivia Brett，2001年6月18日—），新西兰女子皮划艇运动员，2023年世界皮划艇竞速锦标赛女子四人皮艇500米金牌得主、2024年夏季奥林匹克运动会女子四人皮艇500米金牌得主。